# Egano Righi Lambertini
Egano Righi-Lambertini (ur. 22 lutego 1906 roku w Casalecchio di Reno, zm. 4 października 2000 w Rzymie) – włoski duchowny katolicki, kardynał, wieloletni pracownik służby dyplomatycznej Stolicy Apostolskiej.

## Życiorys
Urodził się w rodzinie o głębokich tradycjach chrześcijańskich – wywodził się z niej papież Benedykt XIV. Po przyjęciu święceń kapłańskich 25 maja 1929 roku pracował najpierw jako wikariusz w rodzinnej archidiecezji, a następnie kontynuował studia w Rzymie na Uniwersytecie Gregoriańskim, gdzie uzyskał doktorat z prawa kanonicznego, oraz na Papieskiej Akademii Kościelnej. W 1939 roku rozpoczął pracę w watykańskiej służbie dyplomatycznej; był kolejno audytorem nuncjatury we Włoszech, radcą nuncjatury we Francji, chargé d`affaires w Kostaryce, radcą przedstawicielstwa papieskiego w Wielkiej Brytanii i pierwszym delegatem w Korei. Jan XXIII mianował go arcybiskupem tytularnym Doclei i osobiście udzielił mu święceń biskupich 28 października 1960 roku, powierzając mu zarazem funkcję nuncjusza apostolskiego w Libanie. W latach 1963–1967 był nuncjuszem apostolskim w Chile, następnie reprezentował Stolicę Apostolską we Włoszech, a od 1969 roku przez dziesięć lat był  nuncjuszem we Francji. W uznaniu jego zasług władze francuskie wyróżniły go orderem Legii Honorowej. Na konsystorzu 30 czerwca 1979 roku Jan Paweł II podniósł go do godności kardynalskiej. W ostatnich latach życia służył Stolicy Apostolskiej współpracując z różnymi dykasteriami Kurii Rzymskiej.